# Ramiro Blacut
Ramiro Blacut Rodríguez (La Paz, 3 de enero de 1944-Santa Cruz de la Sierra, 12 de agosto de 2024) fue un entrenador y futbolista boliviano que jugaba como delantero. Con la Selección de fútbol de Bolivia, fue campeón de la Copa América en el Campeonato Sudamericano 1963. Se le conoce también por haber sido el primer jugador sudamericano en la historia del club Bayern de Munich.

## Trayectoria
Desde 1959, Blacut se formó en las divisiones inferiores del Club Bolívar de La Paz. A los 17 años, en 1961, fue convocado como refuerzo del Always Ready para una gira por 12 países de Europa, en la que disputó 22 partidos y anotó 6 goles.
En enero de 1963, se trasladó a Buenos Aires para jugar con Ferro Carril Oeste, club con el que estuvo dos temporadas. En julio de 1964, mientras asistía a un curso de idiomas en Kochel (Alta Baviera) firmó contrato con el Bayern Múnich, cuando este equipo aún no formaba parte de la Bundesliga. Sin embargo, una lesión le impidió participar en partidos oficiales, limitándose a disputar encuentros amistosos con el Bayern.
Finalizada esa temporada, regresó al Bolívar, donde jugó hasta 1971. Posteriormente, continuó su carrera en el extranjero, incorporándose al Melgar de Arequipa, Perú, durante las temporadas 1973-1974. Al término de su etapa en Perú, retornó a La Paz para jugar en The Strongest, equipo con el que culminó su trayectoria como futbolista tras ganar el título nacional.

## Dirección técnica
En enero de 1979 inició su carrera como entrenador, dirigiendo al Bolívar en varias ocasiones. También entrenó a equipos como The Strongest, Blooming, Chaco Petrolero, Litoral, Guabirá, Wilstermann y Real Santa Cruz. En 1999 se trasladó a Ecuador, donde dirigió primero al Aucas y luego a El Nacional, hasta 2003. Sus últimos equipos como entrenador fueron el Deportivo Cuenca y Oriente Petrolero.
Además, estuvo al frente de la selección boliviana de fútbol, logrando la Medalla de Oro en los Juegos Deportivos Bolivianos de 1977. Dirigió nuevamente a la selección entre 1991 y 1992, y en 2004 asumió el cargo en sustitución de Nelson Acosta el 14 de abril de ese año.

## Selección nacional
En su debut internacional ganó el Campeonato Sudamericano, celebrado en Bolivia en 1963, también ganó el premio a mejor jugador del torneo. Con la selección boliviana jugó 23 partidos y marcó tres goles entre 1963 y 1972.

### Participaciones enCopa América
| Copa                         | Sede                   | Resultado              | Partidos | Goles |
| ---------------------------- | ---------------------- | ---------------------- | -------- | ----- |
| Campeonato Sudamericano 1963 | Bolivia                | Campeón                | 4        | 1     |
| Campeonato Sudamericano 1967 | Uruguay                | 6.°                    | 5        | 1     |
| Total en Copas América       | Total en Copas América | Total en Copas América | 9        | 2     |

## Clubes

### Como jugador
| Club                    | País      | Año         |
| ----------------------- | --------- | ----------- |
| Bolívar                 | Bolivia   | 1959 - 1962 |
| Always Ready            | Bolivia   | 1961        |
| Ferro Carril Oeste      | Argentina | 1963 - 1965 |
| Bayern Múnich           | Alemania  | 1965        |
| Bolívar                 | Bolivia   | 1966 - 1971 |
| FBC Melgar              | Perú      | 1972 - 1973 |
| The Strongest           | Bolivia   | 1974        |
| Universitario de La Paz | Bolivia   | 1975        |

### Como entrenador
| Club                | País    | Año         |
| ------------------- | ------- | ----------- |
| Bolívar             | Bolivia | 1978 - 1979 |
| Selección boliviana | Bolivia | 1979 - 1981 |
| The Strongest       | Bolivia | 1980 - 1981 |
| Blooming            | Bolivia | 1981 - 1982 |
| Bolívar             | Bolivia | 1983        |
| Chaco Petrolero     | Bolivia | 1984        |
| Blooming            | Bolivia | 1986 - 1987 |
| Deportivo Litoral   | Bolivia | 1987        |
| Bolívar             | Bolivia | 1988 - 1989 |
| Blooming            | Bolivia | 1990        |
| Selección boliviana | Bolivia | 1991        |
| Blooming            | Bolivia | 1992        |
| The Strongest       | Bolivia | 1994        |
| Bolívar             | Bolivia | 1995        |
| The Strongest       | Bolivia | 1996        |
| Guabirá             | Bolivia | 1998        |
| Jorge Wilstermann   | Bolivia | 1998        |
| Real Santa Cruz     | Bolivia | 1999        |
| Aucas               | Ecuador | 1999 - 2000 |
| El Nacional         | Ecuador | 2001        |
| Deportivo Cuenca    | Ecuador | 2002 - 2003 |
| Oriente Petrolero   | Bolivia | 2003        |
| Selección boliviana | Bolivia | 2004 - 2005 |
| The Strongest       | Bolivia | 2005        |

## Palmarés

### Como jugador
Campeonatos nacionales
| Título           | Club          | Año  |
| ---------------- | ------------- | ---- |
| Primera División | Bolívar       | 1968 |
| Primera División | The Strongest | 1974 |

Campeonatos internacionales
| Título                  | Club                | Sede    | Año  |
| ----------------------- | ------------------- | ------- | ---- |
| Campeonato Sudamericano | Selección boliviana | Bolivia | 1963 |

### Como entrenador
Campeonatos nacionales
| Título           | Club    | Año  |
| ---------------- | ------- | ---- |
| Primera División | Bolívar | 1978 |

### Distinciones individuales
| Distinción                       | Año  |
| -------------------------------- | ---- |
| Mejor jugador de la Copa América | 1963 |

### Distinciones honoríficas
| Distinción                    | Año  |
| ----------------------------- | ---- |
| Orden del Cóndor de los Andes | 2013 |